# Resolutie 1152 Veiligheidsraad Verenigde Naties
Resolutie 1152 van de Veiligheidsraad van de Verenigde Naties werd unaniem door de
VN-Veiligheidsraad aangenomen op 5 februari 1998 en autoriseerde een verlenging van de Afrikaanse vredesmacht in de Centraal-Afrikaanse Republiek.

## Achtergrond
De periode na de onafhankelijkheid van de Centraal-Afrikaanse Republiek werd gekenmerkt door opeenvolgende staatsgrepen. Begin jaren 1990 werd een meerpartijensysteem gecreëerd en volgden verkiezingen. Eén en ander verliep onregelmatig en de spanningen in het land liepen op. De ongelijke behandeling van officieren leidde in 1996-1997 tot muiterij in het leger. Een slecht bestuur en economische problemen destabiliseerden het land. Er werd een Afrikaanse vredesmacht gestationeerd die in 1998 werd afgelost door een VN-vredesmacht, die in 2000 weer vertrok.

## Inhoud

### Waarnemingen
De Afrikaanse missie MISAB zag toe op de uitvoering van de Bangui-akkoorden en vooral de overgave van wapens in de Centraal-Afrikaanse Republiek. Die missie was recent verlengd, met als doel een VN-vredesmacht in het land gevestigd te krijgen.

### Handelingen
De partijen in de Centraal-Afrikaanse Republiek werden opgeroepen de Bangui-akkoorden onverwijld uit te voeren. De Veiligheidsraad stemde op grond van hoofdstuk VII van het Handvest van de Verenigde Naties in met de voortzetting van de MISAB-missie en autoriseerde haar om haar eigen veiligheid en bewegingsvrijheid te verzekeren tot 16 maart.
Verder was secretaris-generaal Kofi Annan van plan een Speciale Vertegenwoordiger te benoemen om de partijen bij te staan met het uitvoeren van de akkoorden. Hem werd ook gevraagd tegen 23 februari te rapporteren over de situatie en aanbevelingen voor een VN-vredesmissie in het land. Daarover zou dan tegen 16 maart beslist worden.

## Verwante resoluties
- Resolutie 1125 Veiligheidsraad Verenigde Naties (1997)
- Resolutie 1136 Veiligheidsraad Verenigde Naties (1997)
- Resolutie 1155 Veiligheidsraad Verenigde Naties
- Resolutie 1159 Veiligheidsraad Verenigde Naties

Lijst ·  1147 ·  1148 ·  1149 ·  1150 ·  1151 ·  1152 ·  1153 ·  1154 ·  1155 ·  1156 ·  1157 ·  1158 ·  1159 ·  1160 ·  1161 ·  1162 ·  1163 ·  1164 ·  1165 ·  1166 ·  1167 ·  1168 ·  1169 ·  1170 ·  1171 ·  1172 ·  1173 ·  1174 ·  1175 ·  1176 ·  1177 ·  1178 ·  1179 ·  1180 ·  1181 ·  1182 ·  1183 ·  1184 ·  1185 ·  1186 ·  1187 ·  1188 ·  1189 ·  1190 ·  1191 ·  1192 ·  1193 ·  1194 ·  1195 ·  1196 ·  1197 ·  1198 ·  1199 ·  1200 ·  1201 ·  1202 ·  1203 ·  1204 ·  1205 ·  1206 ·  1207 ·  1208 ·  1209 ·  1210 ·  1211 ·  1212 ·  1213 ·  1214 ·  1215 ·  1216 ·  1217 ·  1218 ·  1219